# ルドルフ・コンフナー
ルドルフ・コンフナー（Rudolf Kompfner, 1909年5月16日 - 1977年12月3日）は、オーストリア出身の工学者、物理学者で、進行波管の開発で知られる。
コンフナーは、ユダヤ人の両親の下にウィーンで生まれた。最初は建築学を学び、1933年に大学を卒業すると、反ユダヤ主義の台頭のため、イングランドに移住し、1941年まで建築家として働いた。しかし、彼は物理学と電子工学に強い興味を持ち、第一次世界大戦の勃発によりイギリス人に短期間拘束された後、バーミンガム大学で行われていた、秘密のマイクロ波真空管の開発プログラムに加わり、そこでコンフナーは1943年に進行波管を開発した。戦後、彼はイギリスに帰化し、イギリス海軍本部に科学者として勤務し、1951年にはオックスフォード大学で博士号を取得した。
その後、コンフナーはジョン・ピアースに見いだされてアメリカ合衆国のベル研究所に勤務し、彼らは進行波管を情報化時代の重要な要素にした。
コンフナーは1977年にカリフォルニア州スタンフォードで死去した。

## 受賞歴
- 1960年 スチュアート・バレンタイン・メダル、IEEEデイヴィッド・サーノフ賞
- 1973年 IEEE栄誉賞
- 1974年 アメリカ国家科学賞